# Fotheringay
Pour le village, voir Fotheringhay.
Fotheringay est un groupe de folk rock britannique. Il est formé par la chanteuse Sandy Denny, après son départ de Fairport Convention, et dissous au début des années 1970.
Le nom du groupe est celui d'une chanson de Denny parue l'année précédente sur l'album What We Did on Our Holidays. Les paroles de cette chanson évoquent les derniers jours de la reine Marie d'Écosse au château de Fotheringhay avant son exécution, en 1587.

## Biographie
Fotheringay est constitué de cinq membres : Sandy Denny, Trevor Lucas, Gerry Conway (tous deux ex-Eclection), Jerry Donahue et Pat Donaldson (tous deux ex-Poet and the One-Man Band). Le premier – et seul – album du groupe, simplement intitulé Fotheringay, inclut plusieurs compositions de Denny, notamment Nothing More, The Sea et The Pond and the Stream, ainsi que des reprises des morceaux The Way I Feel de Gordon Lightfoot, et Too Much of Nothing de Bob Dylan. Malgré son classement dans les top 20 (Melody Maker et NME) au Royaume-Uni, l'album est une déception sur le plan commercial.
Une performance live de Fotheringay est enregistrée au Gruga-Halle d'Essen, en Allemagne, le 23 octobre 1970. Les cassettes du concert sont remasterisées par le guitariste de Fotheringay, Jerry Donahue, et l'album publié en 2011 sous le titre  Essen 1970.
Le groupe se sépare en janvier 1971, durant les sessions d'enregistrement de son deuxième album. Sandy Denny se lance dans une carrière solo et reprend plusieurs chansons prévues pour le deuxième Fotheringay sur son premier album, The North Star Grassman and the Ravens. Lucas, Conway et Donahue partent de leur côté rejoindre Fairport Convention.
Grâce au travail de Jerry Donahue sur les enregistrements de 1971, Fotheringay 2 voit finalement le jour en 2008. En juin 2015, les trois membres survivants - Jerry Donahue, Gerry Conway et Pat Donaldson - se réunissent pour une tournée britannique de six dates. Ils sont rejoints par Kathryn Roberts (Equation, KR & Sean Lakeman), Sally Barker (The Poozies, The Voice) et PJ Wright (The Dylan Project et Little Johnny England) pour les harmonies vocales en l'absence de Denny. Ils jouent aussi à Wolverhampton le 28 juin 2016.